# Jennifer Thomson
Jennifer Ann Thomson (* 16. června 1947) je jihoafrická mikrobioložka.
Narodila se v Kapském Městě. Studovala zoologii na Univerzitě v Kapském Městě a genetiku na Univerzitě v Cambridgi. Doktorát z mikrobiologie získala na Rhodes University. Poté působila na Harvardově univerzitě. Byla odbornou asistentkou a docentkou na katedře genetiky University of the Witwatersrand. V rámci Council for Scientific and Industrial Research založila a vedla Laboratoř pro molekulární a buněčnou biologii. Poté byla profesorkou a vedoucí katedry mikrobiologie na Univerzitě v Kapském Městě. Následně se stala emeritní profesorkou mikrobiologie na katedře molekulární a buněčné biologie.
Její výzkum se zaměřuje na vývin kukuřice, která je odolná proti virům a suchu. Thomson je předsedkyní a členkou South African Genetic Engineering Committee, spoluzakladatelkou a předsedkyní South African Women in Science and Engineering a viceprezidentkou Jihoafrické akademie věd. Je členkou Royal Society of South Africa. Získala ocenění L'Oréal-UNESCO For Women in Science a čestný doktorát na Sorbonně.